# Liên Giang (xã)
Liên Giang là một xã cũ thuộc huyện Đông Hưng, tỉnh Thái Bình, Việt Nam.

## Địa lý
Xã Liên Giang nằm ở phía bắc huyện Đông Hưng, thuộc tả ngạn sông Tiên Hưng, có vị trí địa lý:
- Phía đông giáp xã Đông La và xã Đông Sơn
- Phía tây giáp xã Đô Lương và xã Phú Lương
- Phía nam giáp các xã Đông La, Nguyên Xá, Phú Lương
- Phía bắc giáp huyện Quỳnh Phụ.

Xã Liên Giang có diện tích 5,31 km², dân số năm 2022 là 8.201 người, mật độ dân số đạt 1.544 người/km².

## Lịch sử
Ngày 28 tháng 9 năm 2024, Ủy ban Thường vụ Quốc hội ban hành Nghị quyết số 1201/NQ-UBTVQH15 về việc sắp xếp đơn vị hành chính cấp xã của tỉnh Thái Bình giai đoạn 2023 – 2025 (nghị quyết có hiệu lực từ ngày 1 tháng 11 năm 2024). Theo đó, thành lập xã Liên An Đô trên cơ sở toàn bộ 5,31 km² diện tích tự nhiên và quy mô dân số là 8.201 người của xã Liên Giang.

## Xã hội
Giáo dục:
- Giáo dục mầm non: Tại 5 thôn của xã đều có các trường mầm non.
- Giáo dục tiểu học: Xã có một trường Tiểu học, mới được xây dựng 3 tầng với 30 phòng học hiện đại, đầy đủ trang thiết bị phục vụ các em học và phục vụ cho phong trào văn hóa văn nghệ của các em.
- Giáo dục trung học: Xã có một trường trung học cơ sở, 2 tầng với 30 phòng học hiện đại, trường hiện nay đạt chuẩn Quốc gia.

Y tế: Xã Liên Giang có một trạm y tế với quy mô lớn, 50 giường bệnh, được đầu tư nhiều thiết bị hiện đại.